# Tournoi de clôture du championnat d'Haïti de football 2007
Navigation
Tournoi précédent Tournoi suivant
Le tournoi de clôture de la saison 2007 du Championnat d'Haïti de football est le second tournoi saisonnier de la dix-septième édition de la première division à Haïti. Les seize meilleures équipes du pays sont regroupées au sein d’une poule unique où elles s’affrontent une seule fois. À l’issue du tournoi, un classement cumulé des 2 tournois de l’année est fait afin de déterminer les quatre formations reléguées en Division 2.
C'est l'AS Cavaly qui remporte la compétition après avoir terminé en tête du classement final, avec cinq points d'avance sur un trio composé de l'AS Capoise, de l'AS de Carrefour et du Victory SC. C'est le tout premier titre de champion d'Haïti de l'histoire du club.

## Les clubs participants
| - Violette AC - AS Grand-Goâve - AS Cavaly - AS Mirebalais - AS Capoise - Don Bosco FC - Roulado FC - AS Rive Artibonitienne | - Baltimore SC - Racing Gonaïves - Aigle Noir AC - Tempête FC - AS de Carrefour - Racing Club Haïtien - Victory SC - Zénith Cap-Haïtien |

## Compétition
Le barème de points servant à établir le classement se décompose ainsi :
- Victoire : 3 points
- Match nul : 1 point
- Défaite : 0 point

### Classement
| Rang | Équipe                 | Pts | J  | G | N | P  | Bp | Bc | Diff |
| ---- | ---------------------- | --- | -- | - | - | -- | -- | -- | ---- |
| 1    | AS Cavaly              | 29  | 15 | 8 | 5 | 2  | 15 | 9  | +6   |
| 2    | AS Capoise             | 24  | 15 | 6 | 6 | 3  | 23 | 7  | +16  |
| 3    | AS de Carrefour        | 24  | 15 | 5 | 9 | 1  | 14 | 6  | +8   |
| 4    | Victory SC             | 24  | 15 | 6 | 6 | 3  | 18 | 12 | +6   |
| 5    | Baltimore SCT          | 23  | 15 | 6 | 5 | 4  | 20 | 7  | +13  |
| 6    | Don Bosco FC           | 23  | 15 | 5 | 8 | 2  | 12 | 7  | +5   |
| 7    | Zénith Cap-Haïtien     | 22  | 15 | 6 | 4 | 5  | 21 | 18 | +3   |
| 8    | Tempête FC             | 22  | 15 | 5 | 7 | 3  | 9  | 7  | +2   |
| 9    | Aigle Noir AC          | 21  | 15 | 6 | 3 | 6  | 15 | 12 | +3   |
| 10   | Violette AC            | 21  | 15 | 6 | 3 | 6  | 13 | 10 | +3   |
| 11   | Racing Club Haïtien    | 21  | 15 | 5 | 6 | 4  | 11 | 8  | +3   |
| 12   | Racing Gonaïves        | 19  | 15 | 5 | 4 | 6  | 7  | 12 | -5   |
| 13   | AS Mirebalais          | 17  | 15 | 3 | 8 | 4  | 11 | 11 | 0    |
| 14   | Roulado FC             | 11  | 15 | 3 | 2 | 10 | 12 | 23 | -11  |
| 15   | AS Rive Artibonitienne | 9   | 15 | 2 | 3 | 10 | 6  | 29 | -23  |
| 16   | AS Grand-Goâve         | 9   | 15 | 2 | 3 | 10 | 8  | 37 | -29  |

|  | Qualification pour la CFU Club Championship 2009 |
|  | T : Tenant du titre                              |

### Classement cumulé
Un classement cumulé des tournois Ouverture et Clôture est fait pour désigner les quatre équipes reléguées en deuxième division.
| Rang | Équipe                 | Pts | J  | G  | N  | P  | Bp | Bc | Diff |
| ---- | ---------------------- | --- | -- | -- | -- | -- | -- | -- | ---- |
| 1    | Baltimore SCOuv        | 55  | 30 | 15 | 10 | 5  | 39 | 14 | +25  |
| 2    | AS CavalyClo           | 55  | 30 | 14 | 13 | 3  | 29 | 14 | +15  |
| 3    | AS Capoise             | 46  | 30 | 11 | 13 | 6  | 35 | 19 | +16  |
| 4    | AS de Carrefour        | 45  | 30 | 10 | 15 | 5  | 29 | 20 | +9   |
| 5    | Tempête FC             | 44  | 30 | 10 | 14 | 6  | 23 | 20 | +3   |
| 6    | Don Bosco FC           | 44  | 30 | 11 | 11 | 8  | 26 | 21 | +5   |
| 7    | Victory SC             | 44  | 30 | 11 | 11 | 8  | 33 | 23 | +10  |
| 8    | Zénith Cap-Haïtien     | 42  | 30 | 12 | 9  | 9  | 37 | 33 | +4   |
| 9    | AS Mirebalais          | 41  | 30 | 9  | 14 | 7  | 23 | 18 | +5   |
| 10   | Violette AC            | 40  | 30 | 11 | 10 | 9  | 26 | 17 | +9   |
| 11   | Aigle Noir AC          | 40  | 30 | 11 | 7  | 12 | 28 | 23 | +5   |
| 12   | Racing Gonaïves        | 40  | 30 | 10 | 10 | 10 | 18 | 25 | -7   |
| 13   | Racing Club Haïtien    | 38  | 30 | 9  | 11 | 10 | 22 | 22 | 0    |
| 14   | Roulado FC             | 21  | 30 | 5  | 6  | 19 | 25 | 44 | -19  |
| 15   | AS Rive Artibonitienne | 21  | 30 | 5  | 6  | 19 | 15 | 48 | -33  |
| 16   | AS Grand-Goâve         | 14  | 30 | 2  | 8  | 20 | 13 | 60 | -47  |

|  | Relégation directe en Division 2                                        |
|  | Ouv : Vainqueur du tournoi Ouverture Clo : Vainqueur du tournoi Clôture |

## Bilan de la saison
| Championnat d'Haïti de football 2007 |                        |
| Champion                             | AS Cavaly (1er titre)  |
| Qualifications continentales         |                        |
| CFU Club Championship 2009           | AS Cavaly              |
| Promotions et relégations            |                        |
| Promus en Division 1                 | Valencia Léogâne       |
| Promus en Division 1                 | JS Capoise             |
| Relégués en Division 2               | Racing Club Haïtien    |
| Relégués en Division 2               | Roulado FC             |
| Relégués en Division 2               | AS Rive Artibonitienne |
| Relégués en Division 2               | AS Grand-Goâve         |